# Carissa Etienne

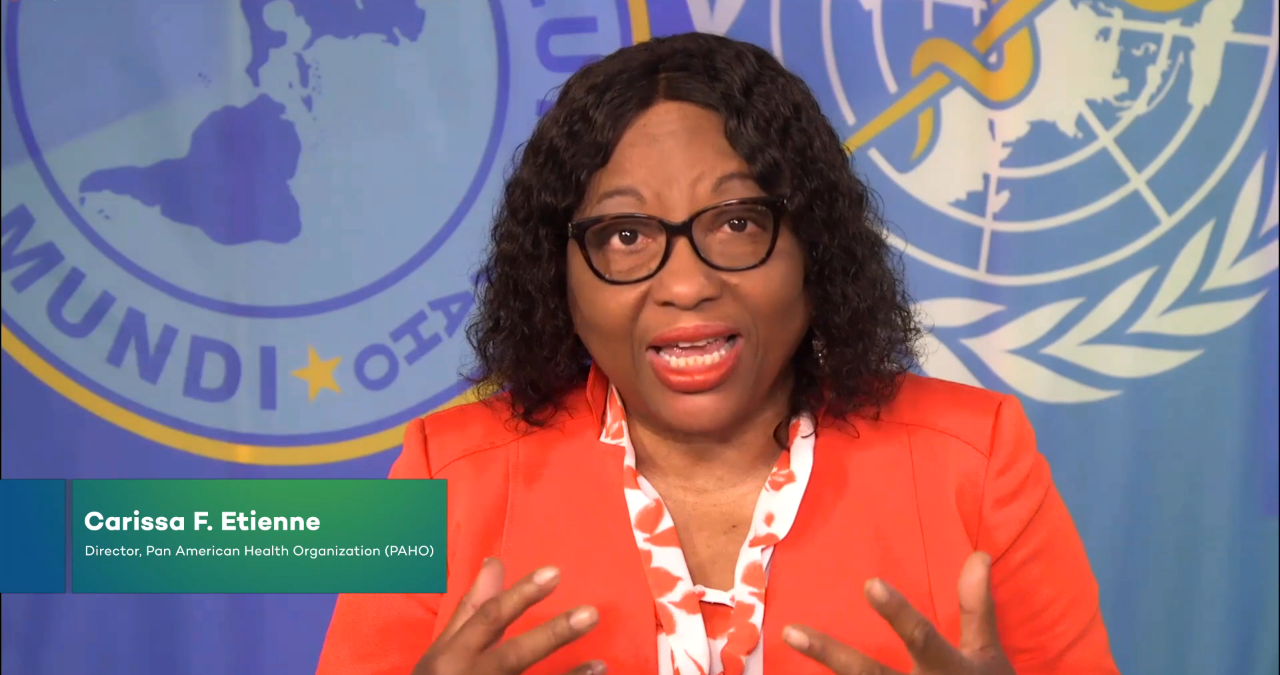
Carissa Etienne (2020)

Carissa Faustina Etienne (geboren am 2. November 1952 auf Curaçao; gestorben am 1. Dezember 2023 in Maryland) war eine Medizinerin aus Dominica. Sie war Direktorin der Panamerikanischen Gesundheitsorganisation (PAHO) und Regionaldirektorin für Amerika bei der Weltgesundheitsorganisation (WHO).

## Leben und Wirken
Etienne wuchs in einem Dorf des karibischen Inselstaates Dominica auf. Ihr Medizinstudium schloss sie mit einem Bachelor of Medicine und Bachelor of Surgery-MBBS der University of the West Indies (UWI) in Jamaika ab. Den Master of Science (MSc) in Community Health in Developing Countries erhielt sie von der Londoner Hochschule für Hygiene und Tropenmedizin (LSHTM) in London.
Ihre Karriere begann Etienne als Ärztin am Princess Margaret Hospital im Norden der dominicanischen Hauptstadt Roseau. Es folgte die Ernennung zum Chief Medical Officer des Landes. Sie war auch in anderen hochrangigen Positionen in Dominica tätig, darunter als Direktorin der Primary Health Care Services in der öffentlichen Gesundheitsversorgung, als Koordinatorin des nationalen AIDS-Programms, als Koordinatorin in Katastrophenfällen für das Gesundheitsministerium und als Vorsitzende des Nationalen Beirats für HIV/AIDS.
Von 2003 bis 2008 war sie stellvertretende Direktorin der PAHO. Dort leitete sie die Bereiche Health Systems and Services (Gesundheitssysteme und -dienste), Technology, Health Care, and Research (Technologie, Gesundheitswesen und Forschung), Health Surveillance and Disease Management (Gesundheitsüberwachung und Krankheitsmanagement), Family and Community Health (Familien- und Gemeinschaftsgesundheit) und Sustainable Development and Environmental Health (Nachhaltige Entwicklung und Umweltgesundheit). 2008 folgte die Funktion als stellvertretende Generaldirektorin für Health Systems and Services bei der Weltgesundheitsorganisation in Genf, die sie bis 2012 innehatte.
Im September 2012 wurde sie von den Mitgliedsländern zur PAHO-Direktorin gewählt und im Januar 2013 durch den WHO-Exekutivrat zur WHO-Regionaldirektorin für Amerika ernannt. Am 1. Februar 2013 begann ihre erste fünfjährige Amtsperiode in beiden Funktionen. Im September 2017 wurde sie während der 29. Panamerikanischen Gesundheitskonferenz von den Mitgliedstaaten der PAHO erneut zur Direktorin gewählt. Nach der Ernennung zur WHO-Regionaldirektorin für Amerika durch den WHO-Exekutivrat im Januar 2018 trat sie ihre zweite Amtszeit an, die vom 1. Februar 2018  bis zum Januar 2023 dauerte.